# كلية نيويورك للقانون

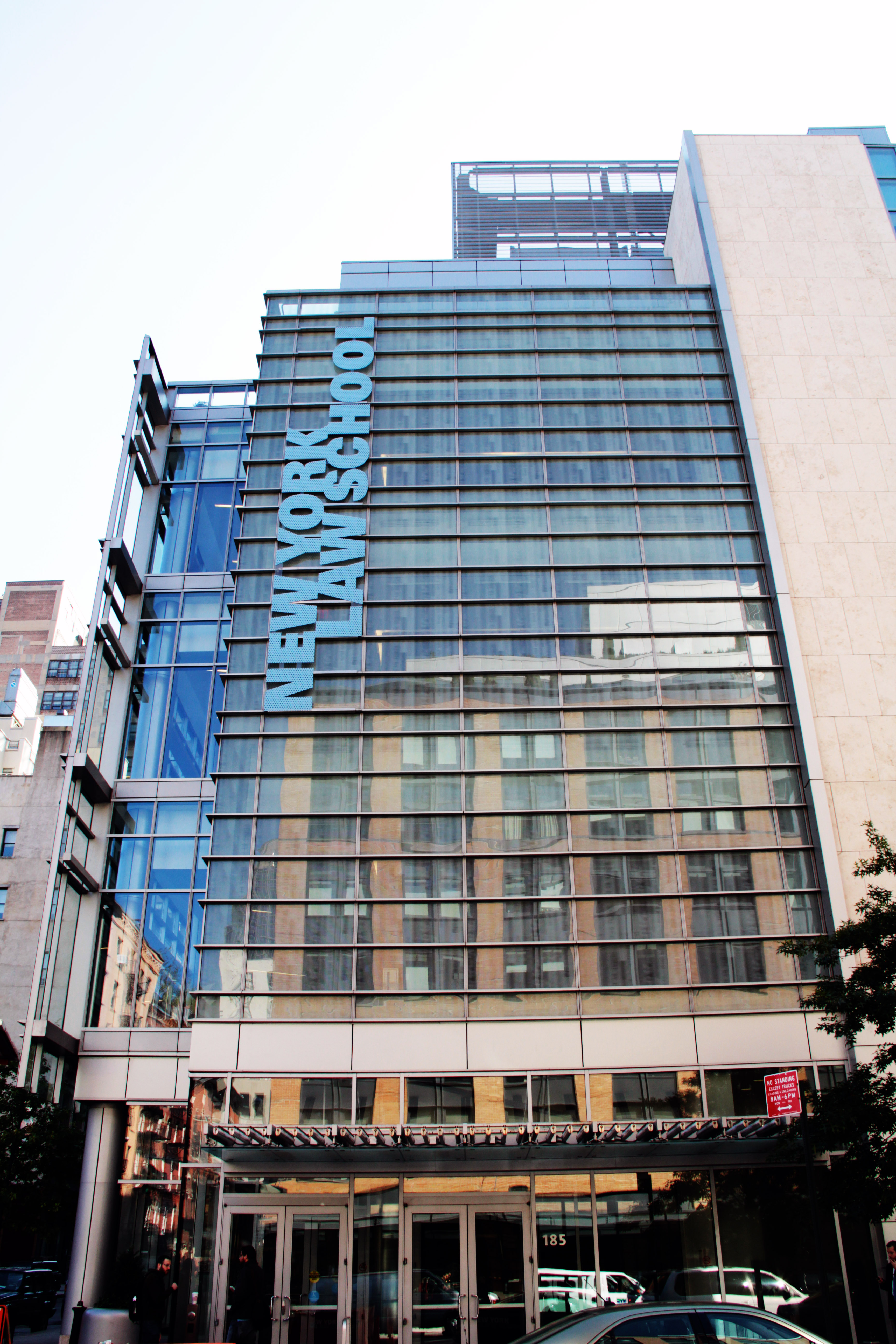

كلية نيويورك للحقوق (بالإنجليزية: New York Law School) مدرسة القانون الخاصة المعتمدة ABA التي تأسست في عام 1891 في حي تريبيكا في مانهاتن السفلى في مدينة نيويورك.

عميد الحالي من كلية الحقوق في نيويورك هو أنتوني دبليو كروويل، الذي شغل سابقا منصب مستشار لرئيس بلدية نيويورك السابق مايكل بلومبرغ. تضم هيئة التدريس كلية الحقوق في نيويورك 54 أستاذا بدوام كامل و 59 أساتذا مساعد. تتميز كلية نيويورك للقانون برنامج بدوام كامل لو ليوم، برنامج مسائي بدوام جزئي، وبرنامج استعجال للماجيستير لمدة عامين .

أبرز أعضاء هيئة التدريس كلية نيويورك للقانون ادوارد بورسيل الابن، وهو حجة في تاريخ المحكمة العليا في الولايات المتحدة، و نادين ستروسن، خبيرة القانون الدستوري ورئيس الاتحاد الأمريكي للحريات المدنية 1991-2008.